# Hervé Brunon
Pour les articles homonymes, voir Brunon.
Hervé Brunon, né en 1971 à Saint-Étienne, est un historien français, spécialiste des jardins et du paysage. 
Il est directeur de recherche au CNRS, rattaché au Centre André-Chastel à Paris.

## Biographie
En 1991, il intègre l'École normale supérieure en biologie comme major de promotion. Il poursuit d'abord ses études en sciences (botanique et écologie) puis en lettres, après avoir consacré la troisième année de sa scolarité à un Certificat d'études supérieures paysagères à l'École nationale supérieure de paysage de Versailles, où il est l'élève de Monique Mosser. Il termine son cursus en histoire de l'art auprès de Nadeije Laneyrie-Dagen et s'inscrit en thèse à l'université Panthéon Sorbonne sous la direction de Daniel Rabreau.
De 1998 à 2000, il est pensionnaire de l'Académie de France à Rome - séjour durant lequel il joue le rôle de Germain dans le film Défense d'aimer de Rodolphe Marconi. Il soutient en 2001 sa thèse, consacrée à Pratolino : art des jardins et imaginaire de la nature en Italie dans la seconde moitié du XVIe siècle, dont il publiera une édition numérique en 2008.
En 2002-2003, il est fellow du Harvard University Center for Italian Renaissance Studies (villa I Tatti, Florence), avec un projet de recherche portant sur « The Landscape of the Medici »: Mastery of Territory and its Cultural Representation in Sixteenth-Century Tuscany.
Il est recruté comme chargé de recherche au CNRS en 2002.
En 2007, il organise le colloque Le jardin comme labyrinthe du monde à l'Auditorium du Louvre, point de départ de la programmation Histoire et cultures des jardins dirigée avec Monica Preti, qui constitue un cycle de colloques internationaux à rythme biennal.
De 2010 à 2013, il est directeur adjoint du Centre André-Chastel.
En 2014, il soutient son Habilitation à diriger des recherches avec Alexandre Gady à l'université Paris-Sorbonne, avec un dossier intitulé De l’imaginaire de la nature à la poétique des lieux : histoire holistique des jardins et archéologie de la relation paysagère en Occident, puis devient directeur de recherche.
En 2014, il publie avec Monique Mosser L'Imaginaire des grottes dans les jardins européens, ouvrage récompensé par cinq prix, dont un. prix de l'Académie française, et salué par la critique. « A l'exigence intellectuelle du discours critique répond l'éblouissement visuel faisant de l'ouvrage autant une somme indispensable sur le sujet qu'un beau livre des plus agréables ».
Il tient la chronique Cultiver notre jardin dans Vacarme et participe au comité de rédaction de la revue Les Carnets du paysage.
Il est membre du comité scientifique de la Fondazione Benetton Studi Ricerche (Trévise) et membre du Comité scientifique international des paysages culturels ICOMOS-IFLA.
Il est l'auteur de près de 300 publications et communications scientifiques.

## Prix et distinction
- 2015 : Grand Prix de l'Académie française, Prix d'Académie, médaille de vermeil, pour L'Imaginaire des grottes dans les jardins européens, rédigé avec Monique Mosser[11]
- 2015 : Prix du Cercle Montherlant de l'Académie des Beaux-Arts pour le même ouvrage[12]
- 2015 : Prix P.J. Redouté pour le même ouvrage
- 2015 : Prix Syndicat national des antiquaires du livre d'art pour le même ouvrage
- 2016 : Prix littéraire René Pechère pour le même ouvrage

## Travaux et publications

### Ouvrages
- Le Jardin, notre double. Sagesse et déraison (direction, Autrement, 1999)
- Retour au jardin. Essais pour une philosophie de la nature, 1976-1987, de Rosario Assunto (édition et traduction, L'Imprimeur, 2003)
- Les Éléments et les métamorphoses de la nature. Imaginaire et symbolique des arts dans la culture européenne du XVIe   au   XVIIIe siècle (direction avec Monique Mosser et Daniel Rabreau, William Blake & Co/université Panthéon-Sorbonne, 2004)
- Le Jardin contemporain. Renouveau, expériences et enjeux (avec Monique Mosser, Scala, 2006, réédition 2011). Sélection officielle du « Mai du livre d’art », édition 2006
- Des défis climatiques (direction avec Jean-Marc Besse du numéro thématique de la revue Les Carnets du paysage, no 17, 2008)
- Le Jardin comme labyrinthe du monde. Métamorphoses d’un imaginaire de la Renaissance à nos jours (direction, Presses de l’université Paris-Sorbonne/Musée du Louvre, 2008). Finaliste du Prix littéraire René Pechère 2010
- L'Art du jardin, du début du XXe siècle à nos jours (avec Monique Mosser, Centre national de la documentation pédagogique, 2011)
- Inventer des plantes (direction du numéro thématique de la revue Les Carnets du paysage, no 26, 2014)
- Jardins de sagesse en Occident (Seuil, 2014). Mention spéciale du Jury du Prix littéraire René Pechère 2014. Traduction italienne Giardini di saggezza in Occidente (DeriveApprodi, 2017)
- L'Imaginaire des grottes dans les jardins européens (avec Monique Mosser, Hazan, 2014). Prix P.J. Redouté 2015. Grand Prix de l’Académie française 2015, Prix d’Académie, médaille de vermeil. Prix Syndicat national des antiquaires du livre d'art 2015. Prix du Cercle Montherlant de l'Académie des Beaux-Arts 2015. Prix littéraire René Pechère 2016
- De la peinture au jardin (direction avec Denis Ribouillault, Olschki, 2016)

### Articles en ligne
- « Une scintillante pénombre : vingt-cinq ans de recherches sur les grottes artificielles en Europe à la Renaissance », Perspective, 2 | 2007, p. 341-376 [Mis en ligne le 31 mars 2018, consulté le 28 janvier 2022. URL : http://journals.openedition.org/perspective/3829 ; DOI : https://doi.org/10.4000/perspective.3829].